# Torrevella
|  | No s'ha de confondre amb Torre Vella. |

Torrevella (en castellà i oficialment Torrevieja) és un municipi del País Valencià situat a la zona costanera del Baix Segura (província d'Alacant), a l'extrem sud del País Valencià.
Les activitats econòmiques principals són el turisme, l'extracció de sal i la pesca. Està situat en un paratge d'alt valor paisatgístic i ecològic a la vora del Mediterrani i al costat de les llacunes de la Mata i Torrevella. Amb 94.803 habitants (INE 2024) és la tercera ciutat de la província d'Alacant, només superada per Alacant i Elx i la sisena del País Valencià.

## Geografia
Situada a la planura litoral, prop del Mediterrani. Més de la meitat del seu territori està ocupat per les llacunes de Torrevella i la Mata, declarades parc natural el 1989 per la Generalitat Valenciana. La costa de Torrevella és rocosa i amb nombroses cales, com la del Mojón, la Redonda, la del Cura o la Cornuda, totes al nord del port. Al sud apareixen platges més amples i arenoses.

### Platges

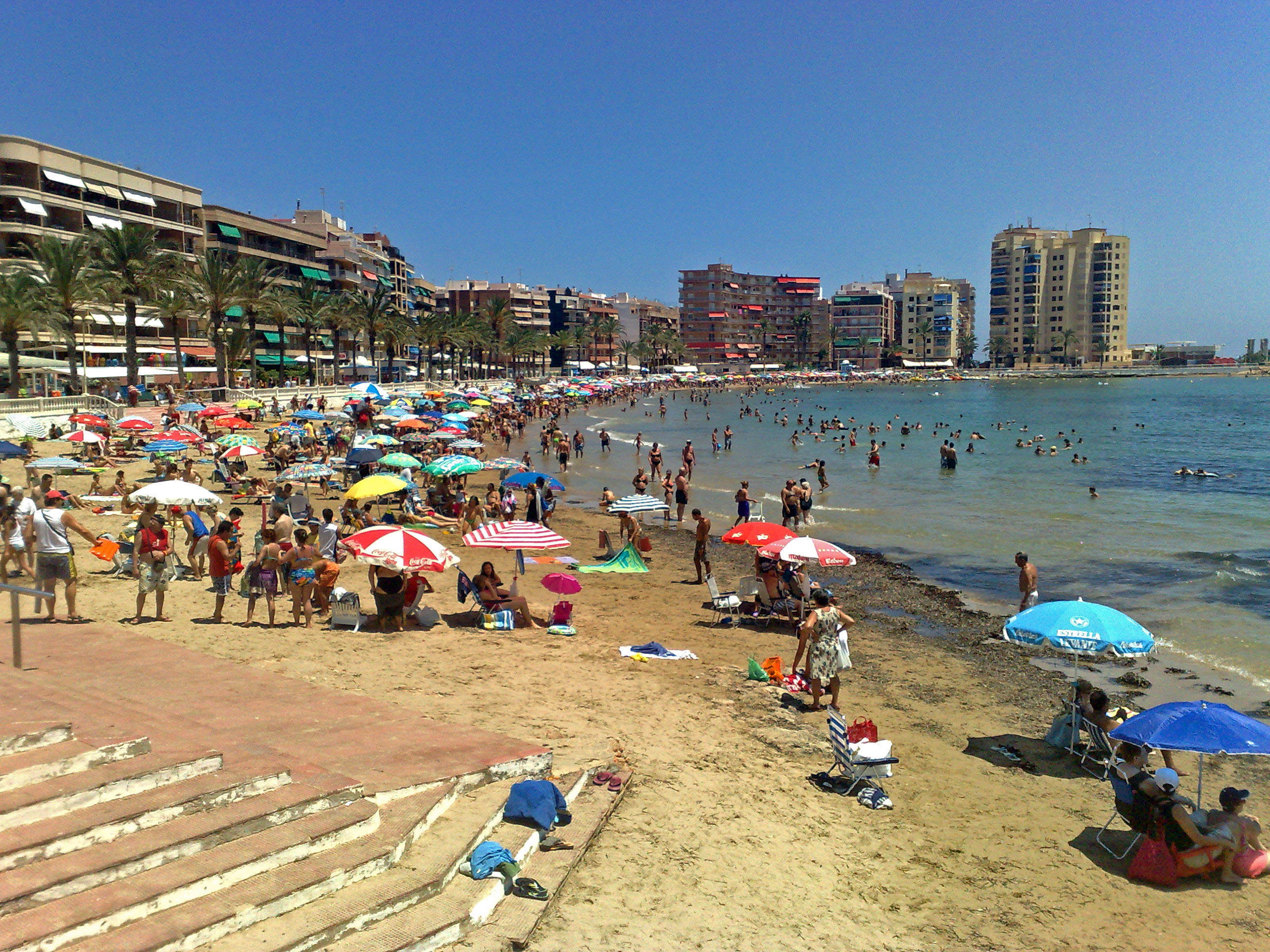
Platja del Cura

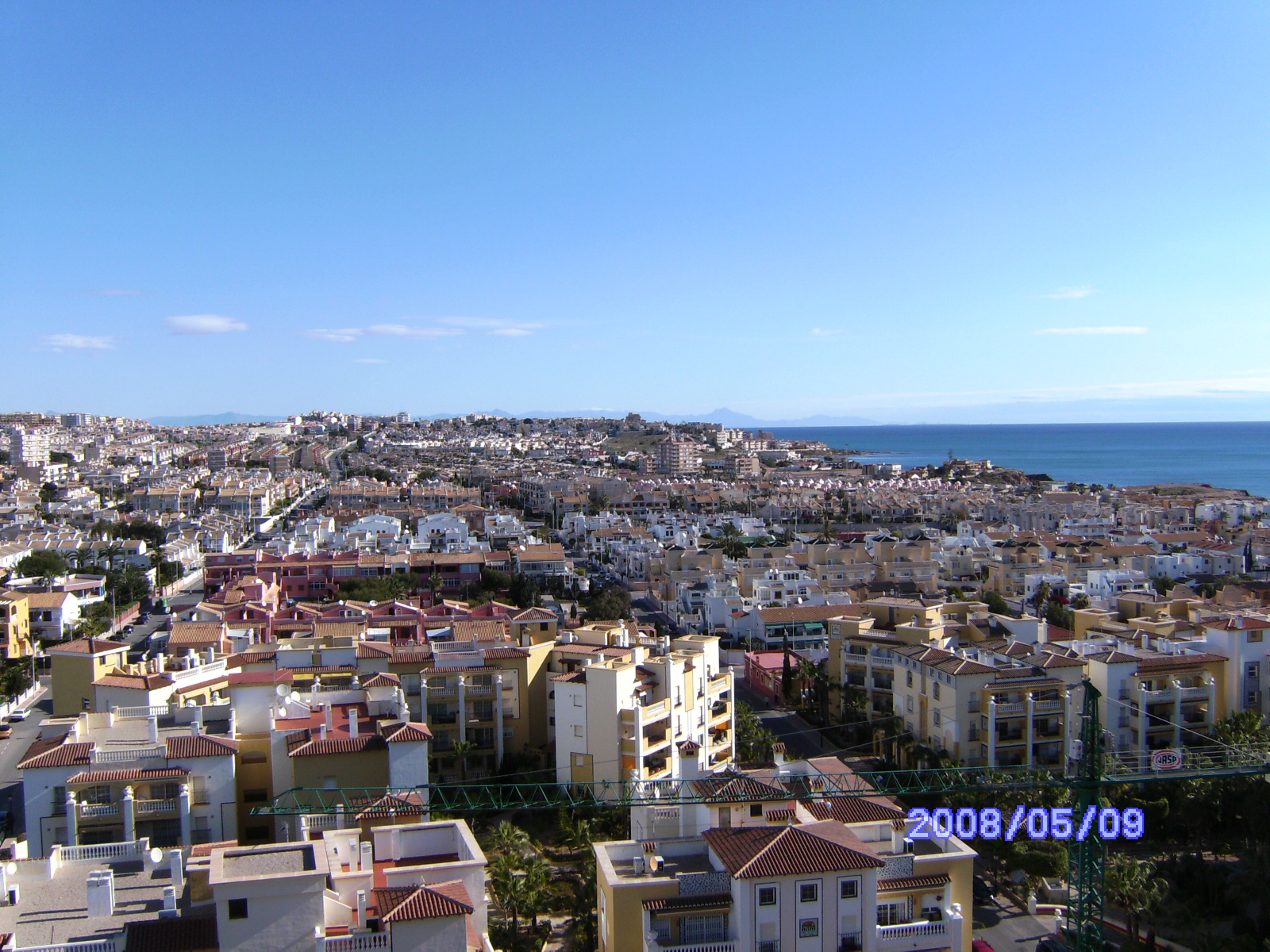
Nord de Torrevella vista des de la Platja de Los Locos

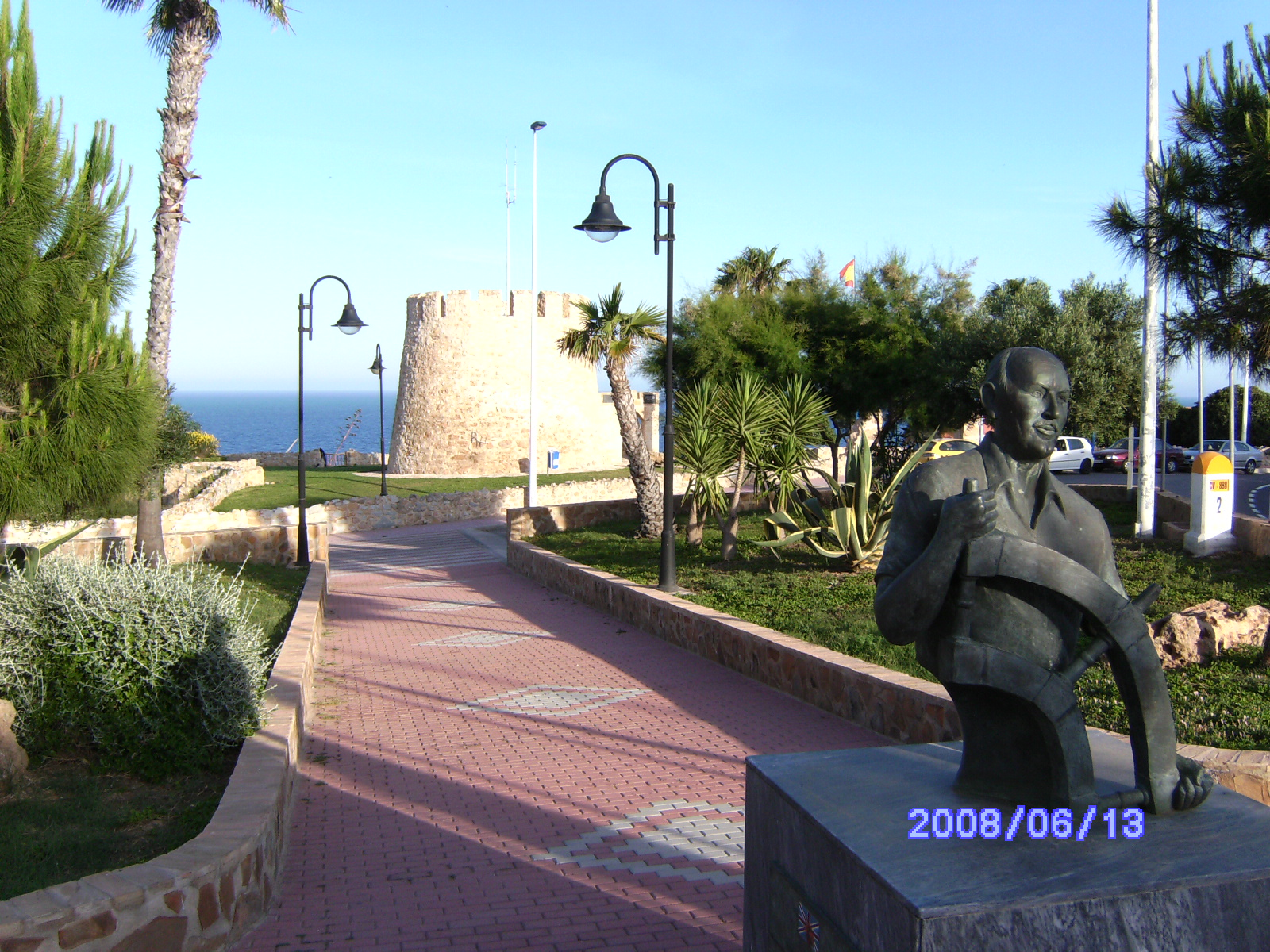
Torre del Moro

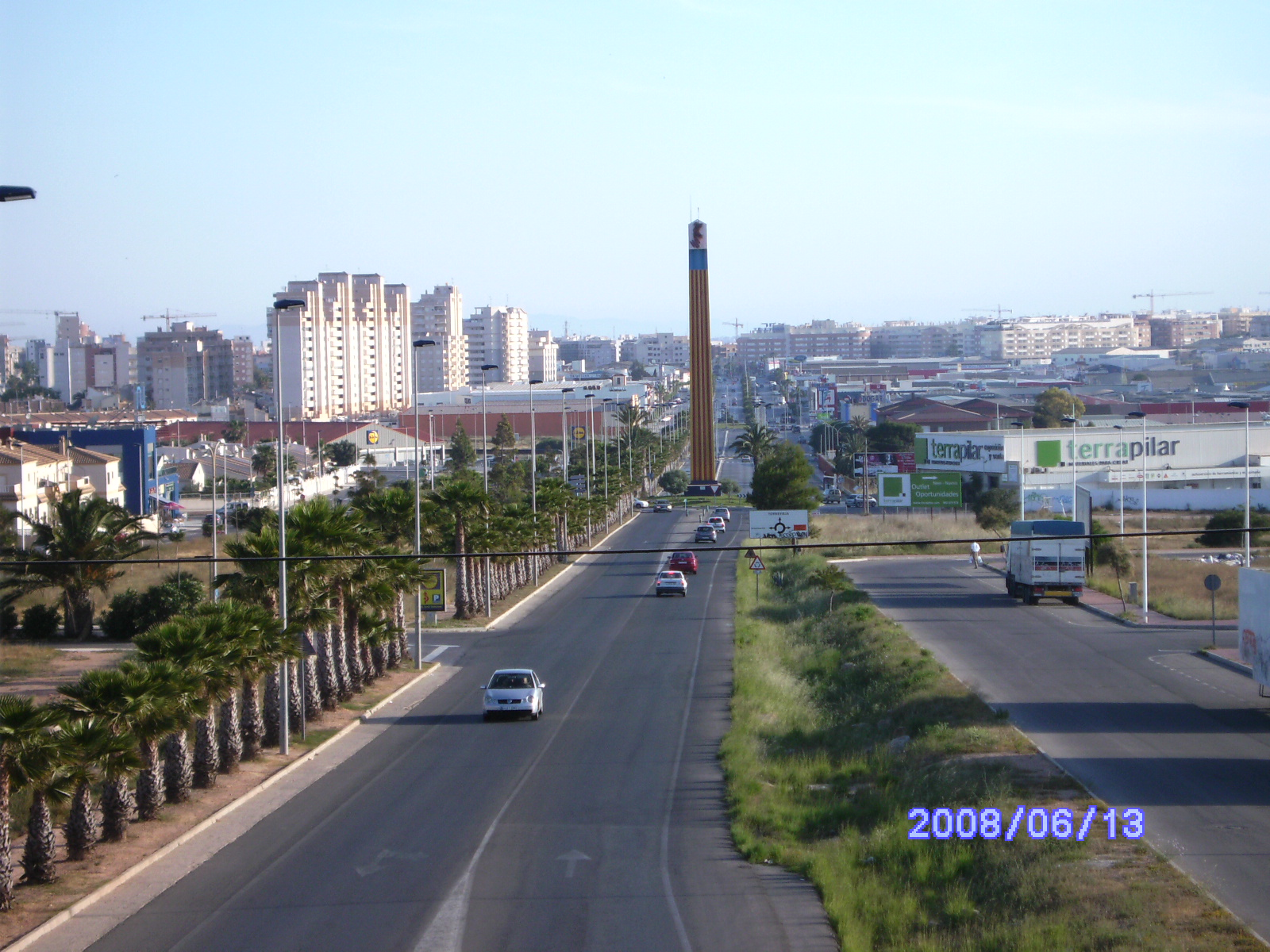
Entrada a Torrevella per l'avinguda de les Corts Valencianes amb un monòlit que representa la Senyera i l'escut del País Valencià.

- Platja de la Mata
- Platja de Los Locos
- Platja del Cura
- Platja dels Nàufrags

### Clima i vegetació
El clima és subàrid, amb precipitacions mitjanes que no superen els 260 mm anuals de pluja, mentre que les temperatures mitjanes varien entre els 11 °C de gener i els 26-27 °C d'agost, el que determina una vegetació caracteritzada per l'espinar.

### Nuclis de població
- Torrevella
- La Mata

### Límits
El terme municipal de Torrevella limita amb els termes d'Almoradí, Guardamar del Segura, Oriola, Rojals i Sant Miquel de les Salines, tots a la comarca del Baix Segura.

### Accés
A Torrevella s'accedix per la carretera nacional N-332, paral·lela a l'AP-7 que compta amb una eixida al municipi, la 77.

## Història
Fins al 1802 només existia una antiga torre de guaita, que li dona topònim al lloc, i algunes cases de saliners. Eixe any l'administració de les salines de Torrevella es traslladà a eixe lloc i es va autoritzar la construcció de cases. Fins al 1820 en què es va constituir l'ajuntament, l'administrador de les salines era jutge ordinari de la població resident a Torrevella. El 1829 fou totalment destruïda pel terratrèmol i reconstruïda posteriorment. La producció i el comerç de la sal han determinat i organitzat la vida del lloc, convertit el 1931 en ciutat per privilegi atorgat per Alfons XIII. La producció artesanal es limitava en el segle xix a la fabricació amb lli, cànem i cotó per al consum popular. Tot i que el fondejador dificultava el carregament de sal, el port no es va acabar de construir fins al 1954. A mitjan segle xix, l'extracció de sal es dirigia fonamentalment a l'estranger a través de vaixells suecs i holandesos. El mercat nacional d'eixe producte era principalment el gallec i, en menor mesura, el valencià. La importància del mercat exterior s'ha mantingut en el segle xx: una quarta part és consumida a l'Estat espanyol i la resta és exportada. Torrevella era també en el segle xix l'eixida marítima de les produccions agràries de l'horta d'Oriola.
El valencià era la llengua que es parlava a tot el Baix Segura des de la conquesta de Jaume el Just a finals del segle xiii. Posteriorment, als segles xviii i xix, es va consumar la substitució lingüística del valencià pel castellà.
Els historiadors han explicat la desaparició del català a partir de dos factors: en primer lloc, el despoblament de la comarca provocada per l'expulsió dels moriscos el 1609 i les epidèmies de pesta al llarg del segle xvii: ambdues circumstàncies provocaren un despoblament gairebé total de la comarca que posteriorment fou repoblada principalment de murcians, que hi portaren la seua llengua. En segon lloc, el Decret de Nova Planta promulgat al Regne de València el 1707, que deixava la llengua pròpia fora de la legalitat.
Davant d'esta conjuntura hostil, l'únic llogaret que ha mantingut viu el valencià fins als nostres dies ha sigut la pedania oriolana de Barba-roja. El valencià actualment només és present a la toponímia torrevellenca (cabo Roig o cabo Cervera) i en alguns elements lèxics del parlar torrevellenc: al recer 'a recer', bajoca (pronunciat amb fricativa uvular sorda) 'bajoca', blea 'bleda', calbote o calbotaso 'calbot', camal 'camal', chicón 'xicon', embolicar 'embolicar', estar amagaíco 'estar al llit ben tapat', esclatar 'esclatar', llampo 'llamp', milocha 'milotxa', pésoles 'pésols', etc.

Hi ha una dita popular que es diu molt a Guardamar (localitat valencianoparlant situada a 9 km) sobre les xiques de Torrevella: 
| « | Les xiques de Torrevella al cresol diuen candil, a la finestra, ventana, i al julivert, perejil. | » |

## Demografia
El creixement de la ciutat als últims anys és el més fort de tot Espanya i ha motivat la urbanització de la major part del terme municipal. La població de dret ha passat de 25.014 el 1991, 60.172 el 2001, 75.530 el 2004 i 92.034 el 2006, per la qual és la cinquena ciutat del País Valencià, i la tercera ciutat de la província d'Alacant, superant a Oriola, capçalera comarcal.
| Evolució demogràfica (des de 1877) Censos de població | Evolució demogràfica (des de 1877) Censos de població | Evolució demogràfica (des de 1877) Censos de població |
| ----------------------------------------------------- | ----------------------------------------------------- | ----------------------------------------------------- |
|                                                       |                                                       |                                                       |
|                                                       |                                                       |                                                       |
|                                                       | Font: Institut Nacional d'Estadística                 |                                                       |

| Població | 50.189 | 58.828 | 69.763 | 77.943 | 75.530 | 84.348 | 92.034 | 94.006 | 101.381 | 101.792 | 101.091 | 102.136 | 103.720 | 105.205 |

## Economia
L'activitat econòmica dels ciutadans es basa principalment en el turisme residencial i els serveis. Antigament va ser de gran importància la pesca i la indústria de la sal a partir de les llacunes de Torrevella i la Mata. Mitja dotzena de vaixells de cèrcol, tres arrossegadors i una vintena d'embarcacions d'arts menors tenen base en la badia de Torrevella. La llacuna de Torrevella és una de les principals explotacions salineres d'Espanya, amb una mitjana d'extracció de 600.000 tones anuals. Estes salines compten amb una bona situació geogràfica amb sortida al mar a través del port de Torrevella. En contrast amb altres explotacions de sal marina les llacunes li permeten mantenir activitat durant gairebé tot l'any. Fins a mitjans del segle xx, les salines eren la principal font d'ocupació dels habitants de la ciutat. Una profunda transformació tecnològica, i no tant el declivi de la indústria, ha reduït la plantilla a unes 160 persones.
En dues dècades Torrevella ha passat de ser un tranquil poble en el qual venien treballadors d'altres parts del país o d'Europa en la seva època de vacances, a una ciutat on la construcció és un dels principals factors de creixement econòmic. Eixa evolució va generar un creixement demogràfic, passant dels 13.000 veïns censats a principis dels 80 als més de cent mil actuals.

## Política i govern

### Composició de la Corporació Municipal
El Ple de l'Ajuntament està format per 25 regidors. En les eleccions municipals de 26 de maig de 2019 foren elegits 14 regidors del Partit Popular (PP), 5 del Partit Socialista del País Valencià (PSPV-PSOE), 3 de Los Verdes de Torrevieja-Compromís Municipal (LV-Compromís), 1 de Sueña Torrevieja (Sueña), 1 de Ciutadans - Partit de la Ciutadania (Cs) i 1 de Vox.
| Eleccions municipals de 28 de maig de 2023 - Torrevella                                       |                                           |                                     |                                     |         |         |          |
| Candidatura                                                                                   | Candidatura                               | Candidatura                         | Cap de llista                       | Vots    | Vots    | Regidors |
|                                                                                               | Partit Popular de la Comunitat Valenciana |                                     | Eduardo Dolón Sánchez               | 12.640  | 56,07%  | 16 (+2)  |
|                                                                                               | Partit Socialista del País Valencià-PSOE  |                                     | Bárbara Soler Torregrosa            | 4.704   | 20,86%  | 6 (+1)   |
|                                                                                               | Vox                                       |                                     | Salvador Ruso Pacheco               | 2.144   | 9,51%   | 2 (+1)   |
|                                                                                               | Sueña Torrevieja                          |                                     | Pablo Samper Hernández              | 1.169   | 5,19%   | 1 ()     |
|                                                                                               | Altres candidatures                       |                                     |                                     | 1.888   | 8,38%   | 0 ( -4)  |
|                                                                                               | Vots en blanc                             |                                     |                                     | 206     | 0,9%    |          |
| Total vots vàlids i regidors                                                                  | Total vots vàlids i regidors              | Total vots vàlids i regidors        | Total vots vàlids i regidors        | 22.751  | 100 %   | 25       |
|                                                                                               | Vots nuls                                 | Vots nuls                           | Vots nuls                           | 222     | 0,97%   |          |
| Participació (vots vàlids més nuls)                                                           | Participació (vots vàlids més nuls)       | Participació (vots vàlids més nuls) | Participació (vots vàlids més nuls) | 22.973  | 52,9%** |          |
| Abstenció                                                                                     | Abstenció                                 | Abstenció                           | Abstenció                           | 20.464* | 47,1%** |          |
| Total cens electoral                                                                          | Total cens electoral                      | Total cens electoral                | Total cens electoral                | 43.437* | 100 %** |          |
| Alcalde: Eduardo Dolón Sánchez (PP) (17/06/2023) Per majoria absoluta dels vots dels regidors |                                           |                                     |                                     |         |         |          |
| Fonts: (* No són vots sinó electors. ** Percentatge respecte del cens electoral.)             |                                           |                                     |                                     |         |         |          |

### Alcaldes
Des de 2019 l'alcalde de Torrevella és Eduardo Dolón Sánchez (PP), qui ja va ser alcalde entre 2011 i 2015.
| Període                       | Alcalde o alcaldessa                               | Partit polític | Data de possessió     | Observacions               |
| ----------------------------- | -------------------------------------------------- | -------------- | --------------------- | -------------------------- |
| 1979–1983                     | Rosa Mazón Valero                                  | PSPV-PSOE      | 19/04/1979            | --                         |
| 1983–1987                     | Rosa Mazón Valero Joaquín García Sánchez           | PSPV-PSOE      | 28/05/1983 ?/?/1985   | Dimissió/renúncia --       |
| 1987–1991                     | Joaquín García Sánchez Pedro Ángel Hernández Mateo | PSPV-PSOE AP   | 30/06/1987 20/05/1988 | Moció de censura AP+CUT -- |
| 1991–1995                     | Pedro Ángel Hernández Mateo                        | PP             | 15/06/1991            | --                         |
| 1995–1999                     | Pedro Ángel Hernández Mateo                        | PP             | 17/06/1995            | --                         |
| 1999–2003                     | Pedro Ángel Hernández Mateo                        | PP             | 03/07/1999            | --                         |
| 2003–2007                     | Pedro Ángel Hernández Mateo                        | PP             | 14/06/2003            | --                         |
| 2007–2011                     | Pedro Ángel Hernández Mateo                        | PP             | 16/06/2007            | --                         |
| 2011–2015                     | Eduardo Dolón Sánchez                              | PP             | 01/07/2011            | --                         |
| 2015–2019                     | José Manuel Dolón García                           | Los Verdes     | 13/06/2015            | --                         |
| 2019-2023                     | Eduardo Dolón Sánchez                              | PP             | 15/06/2019            | --                         |
| Des de 2023                   | Eduardo Dolón Sánchez                              | PP             | 17/06/2023            | --                         |
| Fonts: Generalitat Valenciana |                                                    |                |                       |                            |

### Corrupció política

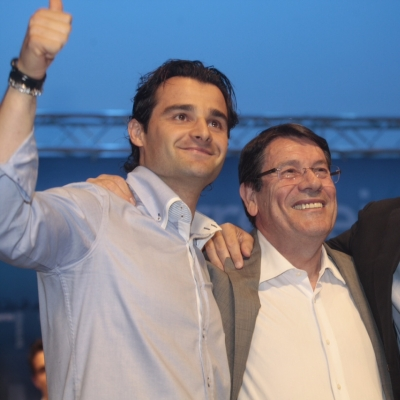
Els dos últims alcaldes del PP a Torrevella: Eduardo Dolón Sánchez (a l'esquerra) i Pedro Hernández Mateo (a la dreta).

En els últims anys l'Ajuntament de Torrevella s'ha vist involucrat en diferents casos de corrupció:
- Durant la instrucció del cas Brugal, s'obre una causa que investiga l'adjudicació per part de l'Ajuntament de Torrevella de la contracta del servei de recollida de residus sòlids urbans a l'UTE Acciona-La Generala i per la qual es troba imputat pels delictes de prevaricació i falsedat documental l'exalcalde de Torrevella i actual diputat del PP a les Corts valencianes, Pedro Hernández Mateo (PPCV). Este procés es troba en fase d'instrucció al TSJCV, a causa de la condició d'aforat de l'imputat.
- El cas de la planta de transferència de residus de Torrevella investiga l'atorgament per part de l'Ajuntament d'una llicència d'obra a l'UTE Acciona-La Generala, adjudicatària del servei de recollida de residus sòlids urbans, tot açò malgrat els cinc informes tècnics en contra per la mancança del corresponent estudi d'impacte ambiental. Este cas es troba actualment en fase d'instrucció al jutjat d'instrucció número dos de Torrevella i estan imputats pel delicte de prevaricació el regidor d'urbanisme, Francisco Moreno (PPCV) i la secretària de l'Ajuntament, Pilar Vellisca.

## Monuments

### Monuments religiosos

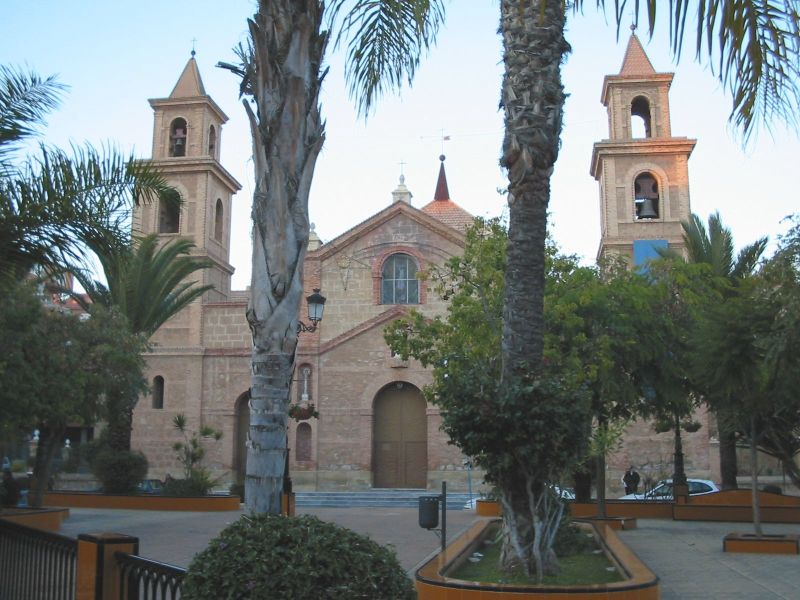
Església de la Inmaculada Concepció

- Església de la Immaculada Concepció. Aixecada en 1789 i reconstruïda en 1844 aprofitant les pedres de la vella torre que donava nom al poble. D'estil neoclàssic, allotja diferents obres d'art.
- Església de Nostra Senyora del Rosari, de la Mata construïda l'any 1772.
- Església del Sagrat Cor. Construïda el 1971 sobre una antiga ermita de 1921.

### Monuments civils
- Plaça de l'Embarcador de la Sal. Complex d'origen romà on encara es poden observar els diferents elements necessaris per a la preparació i comerç del garum, salaó del peix, molt apreciat pels romans i pels actuals habitants de la zona.
- Torre del Moro, del Cap Cerver o Cervera. És un dels símbols de la ciutat que es troba inclòs en el seu escut. La planta és redona i la seua estructura és cilíndrica, amb accés interior a través d'una escalinata en espiral que arriba fins a la seua part superior. Després de múltiples restauracions, l'actual monument reproduïx exactament l'estructura primitiva que s'usava com a torre defensa.
- Torre de la Mata. Torre del segle xiv, restaurada en 1982, es troba en la mateixa plaça que l'Embarcador de la Sal. Les investigacions determinen que a l'origen no va ser només un lloc de sentinella i que podria tindre funcions defensives a causa de l'aparició d'un mur de protecció contigu. El seu principal objectiu era la vigilància i seguretat de l'Era de la Sal de la Mata i del moll d'embarcament.
- Monuments a l'Home del Mar. Inaugurat el 10 de maig de 1975 i esculpit pel català Josep Ricart i Maimir. Gran símbol de Torrevella que representa l'homenatge a l'home del mar de Torrevella. Amb la remodelació del passeig Marítim Juan Aparicio, el monument va ser traslladat uns metres des de la seua original ubicació, per a integrar-se en el nou paisatge urbà.
- Casino. Edifici de 1896. Es troba en primera línia de la costa, en ple centre de la ciutat. És un edifici modernista de principis del segle xx, amb el seu cèlebre saló d'estil neonassarita.
- Pont. Sobre l'Acequión, de 1482.
- Antiga Estació de Ferrocarril. En desús i convertida en complex cultural.
- Submarí S61 Delfín. Vaixell de l'Armada reconvertit en museu flotant.

## Llocs d'interés

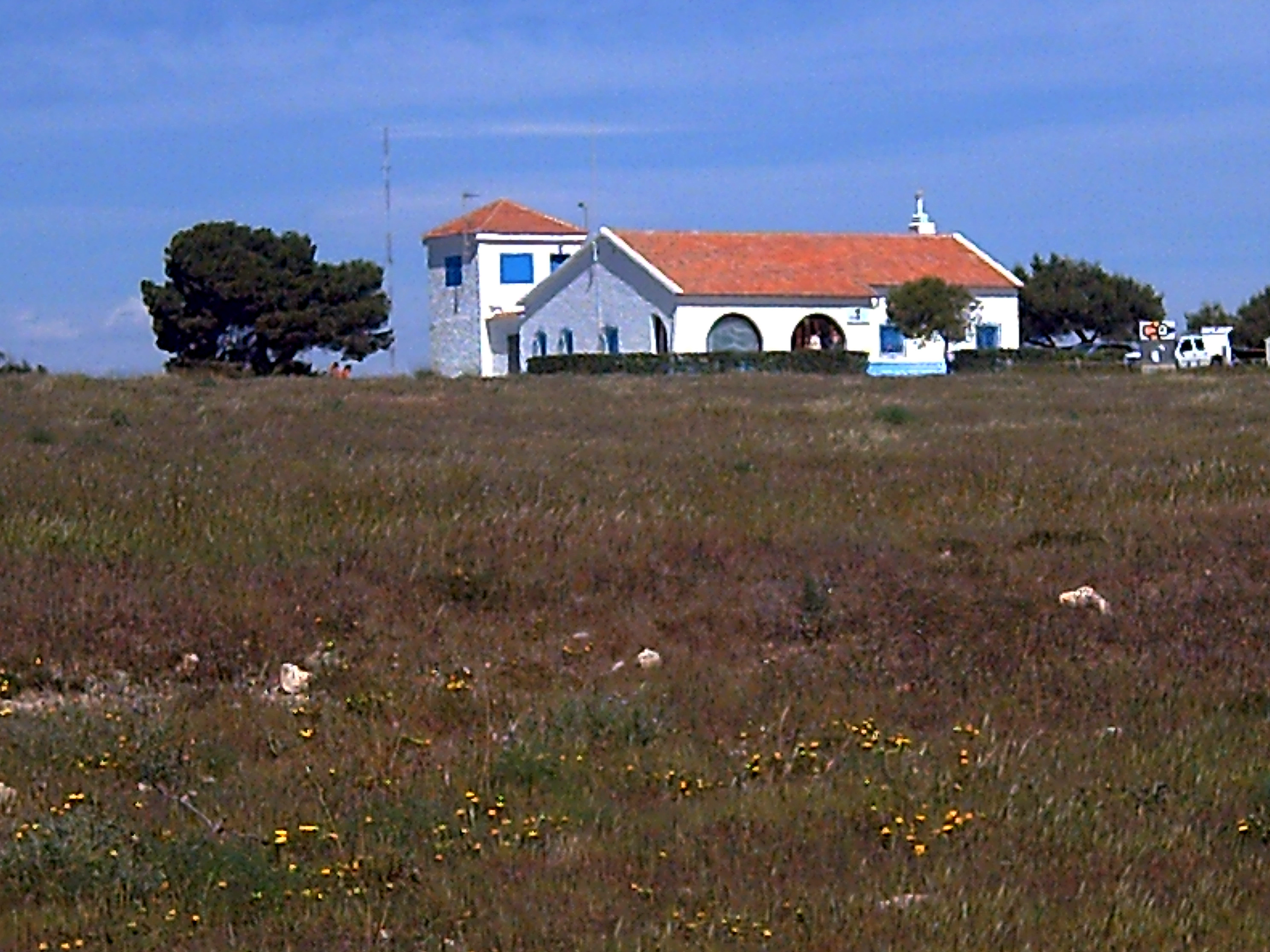
Centre de visitants del Parc Natural de les Llacunes de Torrevella i la Mata

- Llacunes de la Mata i Torrevella. És un parc natural, declarat el 1989, on des de temps ancestrals s'ha desenvolupat una important activitat salinera i que conserva rellevants valors naturals.
- Parc del Molí de l'Aigua. El seu nom prové de l'antiga extracció d'aigua d'este paratge en un aqüífer ja esgotat. Amb una extensió de més de 500.000 m², és el sistema de dunes fòssils més ampli i millor conservat de la localitat. La seua vegetació està principalment formada per pi blanc i pinyoners, fruit de repoblacions per a fixar les dunes, així com diverses plantes com el borró, roja de mar, clavellina de platja, entre d'altres. En el seu interior hi ha una xarxa de camins per als amants del senderisme. Ha estat protegit com paratge natural municipal.

## Cultura, gastronomia, tradicions i esports

### Museus
- Museu del Mar i de la Sal. En instal·lacions provisionals a l'espera de la seua definitiva ubicació en les Eres de la Sal, conjunt històric monumental que data de 1777 i que fou utilitzat fins fa poques dècades com a embarcador i magatzem de la sal.
- Museu de Setmana Santa Tomás de Valcàrcel.
- Museu Maestro Ricardo Lafuente. Dedicat al mestre Ricardo Lafuente Aguado director del cor i orquestra Salinas de Torrevieja i creador de nombroses havaneres.

### Música
En l'àmbit de la música, Torrevella és coneguda per la tradició de les havaneres, que fou importada pels torrevellencs que comerciaven amb Cuba, antiga colònia espanyola. Ricardo Lafuente Aguado és un dels autors més destacats del gènere, que cada any congrega a moltes corals al Certament Internacional d'Havaneres i Polifonia, celebrat des de 1955. La Coral Francisco Vallejos, fundada el 1954, és la més representativa de les que interpreten l'havanera a Torrevella.
També goja de merescuda fama la Unión Musical Torrevejense, amb més de cent anys d'història. De recent creació és l'orquestra de càmera de l'Associació Musical i Cultural Ars Ætheria.

### Literatura
També és molt important el Premi de Novel·la Ciutat de Torrevella, que ja duu sis edicions, el segon, després del Premi Planeta de major quantia econòmica per al guanyador, uns 360.000 €.

### Gastronomia
El plat típic per excel·lència és l'arròs amb pèsols i aladroc, amb el brou del qual preparen el caldero, variant autòctona de l'arròs a banda; altres dinars torrevellers són els guisats amb bacallà, bonítol, cavalla i altres peixos; calamar de potera, polp «en sangochao» i polp sec. També hem comentat l'afició local als fruits de la mar en salaó.

### Esports
La institució esportiva més important de Torrevella és el club Handbol Torrevella, que competix a la lliga ASOBAL, amb uns 1.400 socis i competix al Pavelló Infanta Cristina amb una capacitat per a 4.500 espectadors.

### Festes i celebracions

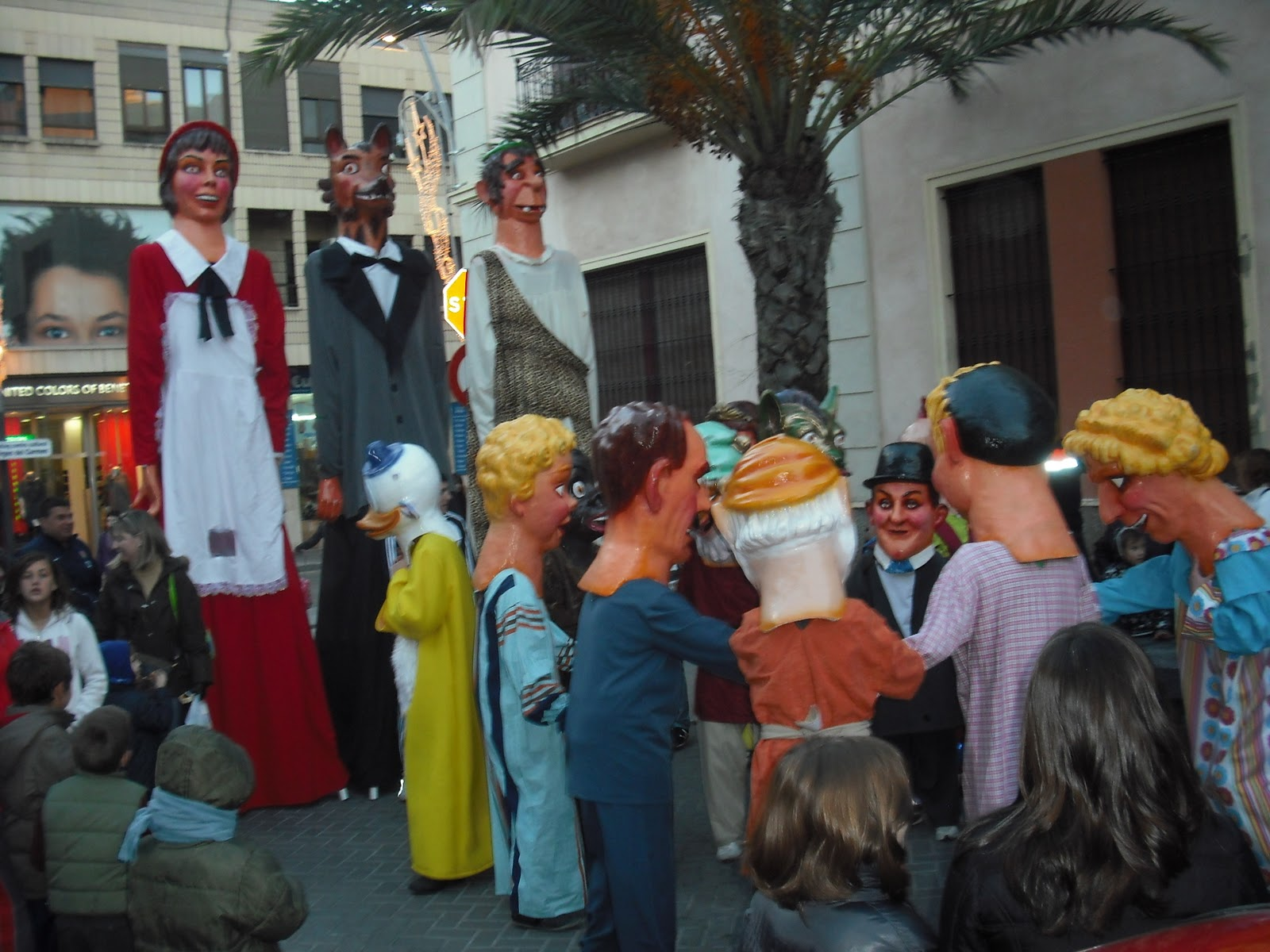
Gegants i capgrossos a Torrevella

- Carnestoltes. Festivitat que reunix a gran quantitat de visitants per la vistositat i l'enginy dels vestits i les disfresses de què participen en les diferents desfilades. Se celebra el darrer cap de setmana de febrer, una setmana abans però, se celebra l'anomenat precarnestoltes de manera més informal.
- Setmana Santa. Les catorze confraries participen de forma activa en les processons que comencen el Dijous Sant, data en què, a partir de les 11 de la nit, l'única llum que il·lumina el municipi és la que procedix dels ciris dels natzarens. El Diumenge de Resurrecció, la processó comença a les huit del matí quan la imatge de La Inmaculada Concepció, de dol, es troba amb el Santíssim Sagrament.
- Fira de Maig. El darrer cap de setmana de maig se celebra una fira seguix l'estil de la Fira d'Abril sevillana. En el recinte portuari s'ubiquen les casetes a què acudixen més de tres-cents mil festers amb el vestit típic andalús per a ballar sevillanes o gaudir del fino de Torrevella. Les activitats es complementen amb els passos de cavalls, els enganxalls i degustacions de productes típics.
- Festes Patronals. Les festes en honor de la Puríssima, patrona de la localitat des de 1789, se celebren en dos vessants. D'una part, els actes religiosos, entre els quals destaca la processó amb la imatge de la santa i l'ofrena floral. D'altra banda, s'organitzen diferents actes lúdics durant estes dates com a esdeveniments esportius o cercaviles amb la participació de gegants i nans, dolçaines o tambors. De l'1 al 8 de desembre.

## Personatges destacats
- Adela Galiana Albaladejo, també coneguda com a Adela Galiana de Osterman (Torrevella, 1825 - Madrid, ?), escriptora, dramaturga, poeta i articulista.
- Concepción Boracino Calderón (Torrevella, 1829 - ?), activista política, va ser la líder de la Revolució Cantonal a Torrevella el 1873.
- Joaquín Chapaprieta Torregrosa (Torrevella, 1871 - Madrid, 1951), polític valencià, ministre en diverses ocasions, president del Consell de Ministres de la II República Espanyola en 1935.
- José María Ruiz-Pérez Águila (Torrevella, 1905 - Alacant, 1982), periodista i polític.
- Ricardo Lafuente Aguado (Torrevella, 1930 - 2008), compositor valencià, destacat especialment en el gènere de les havaneres.
- Jennifer Colino Guerra (Torrevella, 1985), gimnasta rítmica.